# Stefan Steinke
Stefan Steinke (* 10. Februar 1973 in Schwerin) ist ein ehemaliger deutscher Handballspieler, der zumeist auf Rechtsaußen eingesetzt wurde.
Der 1,84 m große Linkshänder begann seine Karriere beim HC Empor Rostock. Über den VfL Gummersbach kam der neunfache Juniorennationalspieler 1995 zur SG Wallau/Massenheim, mit der er im Euro-City-Cup 1997/98 das Halbfinale erreichte. Nach fünf Jahren bei Wallau wechselte er zur Saison 2000/01 zum Bundesliga-Aufsteiger VfL Hameln, mit dem er 2002 wieder absteigen musste. Daraufhin schloss sich der Bankkaufmann nach 314 Bundesliga-Spielen dem Zweitligisten SV Post Schwerin an, um seine Karriere ausklingen zu lassen.
Am 13. Oktober 2002 brach Steinke aufgrund eines geplatzten Gefäßes im Gehirn zuhause zusammen und lag drei Wochen im künstlichen Koma. Durch Rehabilitation konnte er zunächst eine halbseitige Lähmung hinter sich bringen, allerdings bestand stets die Gefahr eines weiteren Ödems, weshalb er Stress und Anstrengung vermeiden musste. Im Jahr 2013 erlitt der verheiratete Vater einer Tochter eine weitere Blutung, wodurch er seitdem halbseitig gelähmt ist.